# Суярко Василь Григорович
Васи́ль Григо́рович Суя́рко (нар. 29 травня 1949 року у м. Костянтинівка, Донецька область) — український геолог, доктор геолого-мінералогічних наук, професор, академік Академії наук Вищої школи України. Громадсько-політичний діяч. Член Донецького відділення НТШ (2000). Лауреат премії імені В. Н. Каразіна.

## Біографія
Від 1967 по 1968 р. — студент гірничого факультету Дніпропетровського гірничого університету.
У 1973 р. закінчив геолого-географічний факультет Ростовського державного університету. У 1981 р. захистив кандидатську, а 1996 р. — докторську дисертацію зі спеціальностей 04.00.02 — геохімія та 04.00.06 — гідрогеологія. Тема докторської дисертації: «Геохімія підземних вод східної частини Дніпровсько-Донецького авлакогену». У 2011 р. МОН України присвоєно звання професора.
Працював:
- геологом у ВГО «Донбасгеологія»(м.Артемівськ) (1973—1978),
- старшим науковим співробітником Інституту мінеральних ресурсів (м. Сімферополь) (1983—1987),
- провідним науковим співробітником НДС Донецького національного технічного університету (м. Донецьк) (1987—1996),
- провідним науковим співробітником Інституту геохімії, мінералогії та рудоутворення НАН України (м. Київ) (1998—2003),
- провідним науковим співробітником Українського НДІ природних газів (м. Харків) (2003—2007),
- професором Черкаського державного технологічного університету (2007—2008),
- зав.кафедрою екології Інституту землевпорядкування та інформаційних технологій (Київ) (2008—2009),
- професором кафедри «Видобування нафти і газу та геотехніки» Полтавського національного технічного університету імені Юрія Кондратюка (2009—2012).

З 2012 р. — професор Харківського національного університету ім. В. Н. Каразіна, кафедра мінералогії, петрографії та корисних копалин.
З вересня 2021 р. завідувач каредрою «Мінералогії, петрографії та корисних копалин» ХНУ ім. В. Н. Каразіна.
З листопада 2021 р. — головний редактор Вісника університету ім. В. Н. Каразіна, Серія «Геологія. Географія. Екологія».
За керівництва проф. В. Г. Суярка підготовлено і захищено 5 кандидатських і 1 докторська дисертація.

## Основні науково-педагогічні праці
Суярко Василь Григорович — автор понад 150 наукових праць включно з 10 монографіями та 9 підручниками та навчальними посібниками.
Учасник проєкту «Українська гірнича енциклопедія». Член двох вчених рад з присудження наукових ступенів  [Архівовано 12 квітня 2017 у Wayback Machine.]  [Архівовано 12 квітня 2017 у Wayback Machine.] та чотирьох редколегій наукових журналів
Основні наукові праці:
- Суярко В. Г. Методические рекомендации по применению гидрогеохимического метода поисков скрытого оруденения в Донбассе и Днепровско-Донецкой впадине. — Симферополь, ИМР, 1985. — 92 с.
- Суярко В. Г. Экология подземной гидросферы Донбасса. — К.: Знание, 1997. — 69 с.
- Суярко В. Г. Геохимия подземных вод восточной части Днепровско-Донецкого авлакогена. — Харьков: ХНУ имени В. Н. Каразина, 2006. — 225 с.
- Газоносность и ресурсы метана угольных бассейнов Украины в 3 т. /А. В. Анциферов, А. А. Голубев, В. А. Канин, М. Г. Тиркель, Г. З. Задара, В. И. Узиюк, В. А. Анциферов, В. Г. Суярко — Донецк, изд-во «Вебер», Т.1, 2009 — 456с., Т.2,2010 — 478 с.
- Суярко В. Г., Загнітко В. М., Лисиченко В. Г. Структурно-геохімічні критерії прогнозування скупчень вуглеводнів (на прикладі Західно-Донецького грабену) — ІГНС НАН та МНС України і Полтавський НТУ імені Юрія Кондратюка, 2010. — 84 с.
- В. Г. Суярко. Гідрогеохімія (геохімія підземних вод): навч. посібник з грифом МОН /В. Г. Суярко, К. О. Безрук. — Х.: ХНУ імені В. Н. Каразіна, 2010. — 112 с.
- В. Г. Суярко, О. О. Сердюкова. Основи геології: навчальний посібник. Полтава: Полтавський НТУ імені Юрія Кондратюка, 2012. — 151 с.
- В. Г. Суярко, О. О. Сердюкова, В. В. Сухов. Загальна та нафтогазова геологія: навч. посібник з грифом МОН. — Харків: ХНУ імені В. Н. Каразіна, 2013. — 212 с.
- К. О. Безрук, Г. В. Лисиченко, В. Г. Суярко. Геохімія ртуті у підземних водах геологічних структур Донецької складчастої споруди. — Київ: Видавництво ІГНС НАН та МНС України, 2013. — 132 с.
- В. Г. Суярко. Прогнозування, пошук та розвідка родовищ вуглеводнів. Підручник для ВНЗ. — Харків: Фоліо, 2015. — 413 с. [Архівовано 4 серпня 2021 у Wayback Machine.]
- Мінералого-петрографічний словник. Книга перша. Мінералогічний словник / Укл.: Білецький В. С., Суярко В. Г., Іщенко Л. В. — Харків: НТУ «ХПІ», Київ: ФОП Халіков Р. Х. 2018. — 444 с.
- Інженерна геологія (з основами геотехніки): підручник для студентів вищих навчальних закладів / кол. авторів: В. Г. Суярко, В. М. Величко, О. В. Гаврилюк, В. В. Сухов, О. В. Нижник, В. С. Білецький, А. В. Матвєєв, О. А. Улицький, О. В. Чуєнко; за заг. ред. проф. В. Г. Суярка. — Харків: Харківський національний університет імені В. Н. Каразіна, 2019. — 278 с. [Архівовано 11 січня 2021 у Wayback Machine.]
- Suyarko V. G., Levoniuk S. M. Geology, forecasting, prospecting and exploration of oil and gas fields: Textbook. Kharkiv: National Technical University «Kharkiv Polytechnic Institute», Kyiv: FOP Khalikov R. H., 2020. — 360 p.
- Суярко В.Г. Суфозія і карст у карбонатних породах (на прикладі мергельно - крейдяної товщі Дніпровсько - Донецької западини): Монографія / В.Г.Суярко, В.В.Сухов, О.В.Чуєнко. - Харків: Харківський національний університет імені В.Н.Каразіна, 2024.-132 с.
- Suyarko V.G. General, Oil and Gas Geology: A textbook / V.G.Suyarko, N.I.Cherkashyna, O.O. Serdiukova, O.I.Khripko -Kh.: V.N. Karazin KhNU, 2024. - 178 p.

## Громадсько-політична діяльність
- 1967 р. — мав відношення до акції «Український Прапор над Дніпропетровськом». Проходив у справі КДБ УРСР за ст. 62-а КК УРСР «Антирадянська пропаганда і агітація». Вимушений покинути Дніпропетровськ і переїхати до Ростова-на-Дону (РФ), де навчався в університеті
- з 1980 р. — участь в опозиційних самвидавських газетах та перших масових антирадянських мітингах у Києві та на Донеччині, виступи на радіо «Свобода».
- 1989 р. — член Товариства «Меморіал» імені А. Сахарова та «Народного руху України» (НРУ). Очолював Бахмутську (Артемівську) міськрайонну організацію НРУ.
- У березні 1990 року разом з відомими представниками української інтелігенції підписав опублікований в газеті «Літературна Україна» «Маніфест Демократичної партії України». Один із засновників та член Національної ради ДемПУ, голова Бахмутської регіональної організації партії.
- У жовтні 1990 р. учасник "Революції на граніті"
- 1992—1994 р. — член Артемівського міськвиконкому (м. Бахмут)
- 1992—1993 рр. — власний кореспондент «Української газети» на Донеччині
- 1994 р. — на парламентських виборах кандидат у народні депутати України від ДемПУ (Блок Л. Лук'яненка «Україна»)
- з 1998 р. — член Республіканської Християнської партії. Голова Донецької обласної організації РХП.
- на Парламентських виборах в Україні 2002 кандидат у Народні депутати від РХП. Керівник Донецького обласного виборчого штабу блоку В. Ющенка.
- у 2004 р. — активний учасник «Помаранчевої Революції» (Харків, Київ).
- з 2004 р. — помічник-консультант народного депутата М. Сидоренка (фракція УРП)
- 2013 р. — учасник «Революції гідності» (Харків)

## Захоплення
- Полювання з англійським сетером. Почесний член Українського товариства мисливців та рибалок
- Експерт-кінолог Національної категорії з мисливського собаківництва (лягаві).
- Риболовля
- Живопис — автор понад 100 пейзажів і жанрових робіт (олія).

## Нагороди та відзнаки

- Подяка Наукового Товариства імені Шевченка за вагомий особистий внесок у розвиток Товариства, з нагоди його 150-річчя. 16 грудня 2023 р. Львів.
- премія імені В. Н. Каразіна.
- Відзнака Центрального комітету профспілки працівників геології, геодезії та картографії України "100 років створення Державної геологічної служби України".
- Пам'ятна медаль «Євграф Ковалевський» Донецького відділення НТШ, посвідчення від 23 грудня 2023 р. з нагоди 150-річчя НТШ.